# الوحش في الصندوق
الوحش في الصندوق هي رواية بوليسية للكاتبة البريطانية روث رندل، نُشرت في عام 2009. الرواية هي الثانية والعشرون في سلسلة المفتش ويكسفورد.

## ملخص الحبكة
لطالما اشتبه ويكسفورد في أن إريك تارجو هو قاتل متسلسل. بعد عقود من الزمن، اعترف أخيرًا بذلك لزميله وصديقه القديم مايك بوردن. في مسألة غير ذات صلة على ما يبدو، اقترب كل من الرقيب هانا غولدسميث وزوجة بوردن الثانية جيني من ويكسفورد بسبب مخاوف بشأن تميما، إحدى طلاب جيني بوردن.
بصفته شرطيًا شابًا في المباحث، قام بالتحقيق في مقتل إلسي كارول. يشك ويكسفورد في أنه بينما زعم زوجها أنه كان في نادٍ هويست، كان في الواقع مع عشيقته عندما قُتلت زوجته. تمت تبرئة جورج كارول من جريمة قتل زوجته لأسباب فنية، لكن سكان كينغسماركهام ما زالوا ينبذونه. يعتقده ويكسفورد بريئًا.في الأسابيع التي سبقت التحقيق في وفاة إلسي كارول وبعده، كان تارجو والذي يرتدي وشاح يغطي وحمته البارزة، يسير بكلبه أمام منزل ويكسفورد الشاب للسخرية منه، أو هكذا يبدو لويكسفورد.
بحلول سبعينيات القرن العشرين أصبح تارجو رجل أعمال مزدهرًا، متزوجًا ومطلقًا عدة مرات، ويعيش في شمال إنجلترا. يظهر تارجو مرة أخرى في كينغسماركهام. يشتبه ويكسفورد في أن تارجو قد قتل الابن المصاب بالتوحد لأرملة ميرينغهام التي تتمنى موت ابنها حتى تتمكن من الزواج من شريكها القديم.
في هذه الرواية يظهر تارجو مرة أخرى، لا يزال مع كلابه وبدون وحمة، ولكن مع حديقة حيوان خاصة.

## الروابط الخارجية
- الوحش في الصندوق ريندل، روث (كتاب - 2009) - مراجعة من مكتبة أوتاوا العامة/Bibliothèque publique d'Ottawa
- الوحش في الصندوق: رواية المفتش ويكسفورد - مراجعة الكتاب الإلكتروني في ReaderStore
- هل هذا الشرطي ذو بصيرة أم مصاب بجنون العظمة؟ الوحش في الصندوق بقلم روث ريندل - المراجعة على WordPress.com